# Prodotti agroalimentari tradizionali pugliesi
Al 2 marzo 2020, i Prodotti Agroalimentari Tradizionali pugliesi  riconosciuti dal Ministero delle politiche agricole alimentari e forestali  sono i seguenti:
| N.  | Immagine                                | Definizione ( dati ufficiali del Ministero delle politiche agricole alimentari e forestali)                                         | Settore                                                                                         |
| --- | --------------------------------------- | --- | ----------------------------------------------------------------------------------------------- |
| 1   |                                         | Amaro del Gargano | Bevande analcoliche, distillati e liquori                                                       |
| 2   |                                         | Amaro di San Domenico, Gran liquore di San Domenico                                                                                 | Bevande analcoliche, distillati e liquori                                                       |
| 3   |                                         | Ambrosia di arance | Bevande analcoliche, distillati e liquori                                                       |
| 4   |                                         | Ambrosia di limone | Bevande analcoliche, distillati e liquori                                                       |
| 5   |                                         | Arancino | Bevande analcoliche, distillati e liquori                                                       |
| 6   |                                         | Latte di mandorla | Bevande analcoliche, distillati e liquori                                                       |
| 7   |                                         | Limoncello | Bevande analcoliche, distillati e liquori                                                       |
| 8   |                                         | Liquore di alloro | Bevande analcoliche, distillati e liquori                                                       |
| 9   |                                         | Liquore di fico d'India | Bevande analcoliche, distillati e liquori                                                       |
| 10  |                                         | Liquore di melograno | Bevande analcoliche, distillati e liquori                                                       |
| 11  |                                         | Liquore di mirto | Bevande analcoliche, distillati e liquori                                                       |
| 12  |                                         | Mirinello di Torremaggiore | Bevande analcoliche, distillati e liquori                                                       |
| 13  |                                         | Padre peppe elixir di noce, Nocino                                                                                                  | Bevande analcoliche, distillati e liquori                                                       |
| 14  |                                         | Capocollo di Martina Franca | Carni (e frattaglie) fresche e loro preparazione                                                |
| 15  |                                         | Carne al fornello di Locorotondo, Carn o furnid du Curdun                                                                           | Carni (e frattaglie) fresche e loro preparazione                                                |
| 16  |                                         | Carne arrosto di Laterza | Carni (e frattaglie) fresche e loro preparazione                                                |
| 17  |                                         | Carne di capra, Primaticcio, Corvesco, Mulattio                                                                                     | Carni (e frattaglie) fresche e loro preparazione                                                |
| 18  | Bistecche di podolicajpeg               | Carne podolica, Bovino pugliese | Carni (e frattaglie) fresche e loro preparazione                                                |
| 19  |                                         | Cervellata | Carni (e frattaglie) fresche e loro preparazione                                                |
| 20  |                                         | Involtino bianco di trippa di Locorotondo, Gnumerèdde suffuchète du Curdùnne                                                        | Carni (e frattaglie) fresche e loro preparazione                                                |
| 21  |                                         | Fegatini di Laterza | Carni (e frattaglie) fresche e loro preparazione                                                |
| 22  |                                         | Lardo di Faeto, Rèj de Faite | Carni (e frattaglie) fresche e loro preparazione                                                |
| 23  |                                         | Matriata, ‘Ntrama fina | Carni (e frattaglie) fresche e loro preparazione                                                |
| 24  |                                         | Muschiska | Carni (e frattaglie) fresche e loro preparazione                                                |
| 25  |                                         | Pancetta di Martina Franca, a Ventrèsche arrutulète                                                                                 | Carni (e frattaglie) fresche e loro preparazione                                                |
| 26  |                                         | Prosciutto di Faeto | Carni (e frattaglie) fresche e loro preparazione                                                |
| 27  |                                         | Pzzntell | Carni (e frattaglie) fresche e loro preparazione                                                |
| 28  |                                         | Salsiccia a punta di coltello dell'alta Murgia                                                                                      | Carni (e frattaglie) fresche e loro preparazione                                                |
| 29  |                                         | Salsiccia alla salentina, Sardizza, Sarsizza, Satizza                                                                               | Carni (e frattaglie) fresche e loro preparazione                                                |
| 30  |                                         | Salsiccia dell'appennino dauno | Carni (e frattaglie) fresche e loro preparazione                                                |
| 31  |                                         | Salsicciotti di Laterza | Carni (e frattaglie) fresche e loro preparazione                                                |
| 32  |                                         | Sanguinaccio leccese, Sangugnazzu                                                                                                   | Carni (e frattaglie) fresche e loro preparazione                                                |
| 33  |                                         | Soppressata dell'appennino dauno | Carni (e frattaglie) fresche e loro preparazione                                                |
| 34  |                                         | Soppressata di Martina Franca, a sebbursète                                                                                         | Carni (e frattaglie) fresche e loro preparazione                                                |
| 35  |                                         | Tocchetto | Carni (e frattaglie) fresche e loro preparazione                                                |
| 36  |                                         | Turcinelli, Torcinelli | Carni (e frattaglie) fresche e loro preparazione                                                |
| 37  |                                         | Zampina di Sammichele di Bari | Carni (e frattaglie) fresche e loro preparazione                                                |
| 38  |                                         | Sugo alla zia Vittoria | Condimenti                                                                                      |
| 39  |                                         | Burrata | Formaggi                                                                                        |
| 40  |                                         | Cacio | Formaggi                                                                                        |
| 41  |                                         | Caciocavallo | Formaggi                                                                                        |
| 42  |                                         | Caciocavallo podolico dauno | Formaggi                                                                                        |
| 43  |                                         | Cacioricotta | Formaggi                                                                                        |
| 44  |                                         | Cacioricotta caprino orsarese, Cas rcott                                                                                            | Formaggi                                                                                        |
| 45  |                                         | Caprino | Formaggi                                                                                        |
| 46  |                                         | Giuncata | Formaggi                                                                                        |
| 47  | Manteca - produzione barese             | Manteca | Formaggi                                                                                        |
| 48  |                                         | Mozzarella o Fior di latte | Formaggi                                                                                        |
| 49  |                                         | Pallone di Gravina | Formaggi                                                                                        |
| 50  |                                         | Pecorino | Formaggi                                                                                        |
| 51  |                                         | Pecorino di Maglie | Formaggi                                                                                        |
| 52  |                                         | Pecorino foggiano | Formaggi                                                                                        |
| 53  |                                         | Scamorza | Formaggi                                                                                        |
| 54  |                                         | Scamorza di pecora | Formaggi                                                                                        |
| 55  |                                         | Vaccino | Formaggi                                                                                        |
| 56  |                                         | Olio extra vergine aromatizzato | Grassi (burro, margarina, oli)                                                                  |
| 57  |                                         | Albicocca di Galatone, Arnacocchia di Galatone                                                                                      | Prodotti vegetali allo stato naturale o trasformati                                             |
| 58  |                                         | Arancio dolce del golfo di Taranto                                                                                                  | Prodotti vegetali allo stato naturale o trasformati                                             |
| 59  |                                         | Asparagi selvatici | Prodotti vegetali allo stato naturale o trasformati                                             |
| 60  |                                         | Asparagi selvatici sott'olio | Prodotti vegetali allo stato naturale o trasformati                                             |
| 61  |                                         | Barattiere, Cianciuffo, Pagnottella, Cocomerazzo                                                                                    | Prodotti vegetali allo stato naturale o trasformati                                             |
| 62  |                                         | batata dell'agro leccese, Patata dolce, Patata zuccherina, Patàna, Taratùfulu                                                       | Prodotti vegetali allo stato naturale o trasformati                                             |
| 63  |                                         | Bietola di campagna o Bietola selvatica                                                                                             | Prodotti vegetali allo stato naturale o trasformati                                             |
| 64  |                                         | Borragine | Prodotti vegetali allo stato naturale o trasformati                                             |
| 65  |                                         | Capperi del Gargano, Mattinata | Prodotti vegetali allo stato naturale o trasformati                                             |
| 66  | Capperi in salamoia - Puglia            | Capperi in salamoia | Prodotti vegetali allo stato naturale o trasformati                                             |
| 67  |                                         | Capperi sott'aceto | Prodotti vegetali allo stato naturale o trasformati                                             |
| 68  |                                         | Caramelle di limone arancio | Prodotti vegetali allo stato naturale o trasformati                                             |
| 69  |                                         | Carciofi di Putignano (verde e violetto)                                                                                            | Prodotti vegetali allo stato naturale o trasformati                                             |
| 70  | Carciofini sott'olio                    | Carciofini sott'olio | Prodotti vegetali allo stato naturale o trasformati                                             |
| 71  |                                         | Carciofo di San Ferdinando di Puglia                                                                                                | Prodotti vegetali allo stato naturale o trasformati                                             |
| 72  |                                         | Carciofo Locale di Mola | Prodotti vegetali allo stato naturale o trasformati                                             |
| 73  |                                         | Cardoncello | Prodotti vegetali allo stato naturale o trasformati                                             |
| 74  | Cardoni - Puglia                        | Cardoni | Prodotti vegetali allo stato naturale o trasformati                                             |
| 75  |                                         | Carosello di Manduria, Carusella | Prodotti vegetali allo stato naturale o trasformati                                             |
| 76  |                                         | Carota Giallo-viola di Polignano | Prodotti vegetali allo stato naturale o trasformati                                             |
| 77  |                                         | Carota di Zapponeta | Prodotti vegetali allo stato naturale o trasformati                                             |
| 78  |                                         | Carota giallo-viola di Tiggiano, Pastanaca ti santu pati, pestanaca di Sant'Ippazio                                                 | Prodotti vegetali allo stato naturale o trasformati                                             |
| 79  |                                         | Caruselle sott'aceto, Infiorescenze di finocchio selvatico sott'aceto, Caruselle allu citu, Finucchiu riestu                        | Prodotti vegetali allo stato naturale o trasformati                                             |
| 80  |                                         | Cavolo riccio, Cavolfiore «Cima di cola»                                                                                            | Prodotti vegetali allo stato naturale o trasformati                                             |
| 81  |                                         | Cece di Nardò | Prodotti vegetali allo stato naturale o trasformati                                             |
| 82  |                                         | Cece nero | Prodotti vegetali allo stato naturale o trasformati                                             |
| 83  |                                         | Cetriolo mezzo lungo di Polignano                                                                                                   | Prodotti vegetali allo stato naturale o trasformati                                             |
| 84  |                                         | Cicerchia, Fasul a gheng, Cicercola, Cece nero, Ingrassamanzo, Dente di vecchia, Pisello quadrato                                   | Prodotti vegetali allo stato naturale o trasformati                                             |
| 85  |                                         | Cicoria di Galatina | Prodotti vegetali allo stato naturale o trasformati                                             |
| 86  |                                         | Cicoria all'acqua, Cicoria otrantina                                                                                                | Prodotti vegetali allo stato naturale o trasformati                                             |
| 87  |                                         | Cicoria "puntarelle" molfettese, Cicoria «Catalogna di Molfetta»                                                                    | Prodotti vegetali allo stato naturale o trasformati                                             |
| 88  |                                         | Cicoria riccia, Cecora rizza | Prodotti vegetali allo stato naturale o trasformati                                             |
| 89  |                                         | Ciliegie di Puglia, Cerase | Prodotti vegetali allo stato naturale o trasformati                                             |
| 90  |                                         | Cima di cola | Prodotti vegetali allo stato naturale o trasformati                                             |
| 91  |                                         | Cima di rapa | Prodotti vegetali allo stato naturale o trasformati                                             |
| 92  |                                         | Cima di zucchina | Prodotti vegetali allo stato naturale o trasformati                                             |
| 93  |                                         | Cipolla di Acquaviva delle Fonti | Prodotti vegetali allo stato naturale o trasformati                                             |
| 94  |                                         | Cipolla di Zapponeta | Prodotti vegetali allo stato naturale o trasformati                                             |
| 95  |                                         | Concentrato secco di pomodoro | Prodotti vegetali allo stato naturale o trasformati                                             |
| 96  |                                         | Conserva piccante di peperoni | Prodotti vegetali allo stato naturale o trasformati                                             |
| 97  |                                         | Cotognata | Prodotti vegetali allo stato naturale o trasformati                                             |
| 98  |                                         | Cotto di fico | Prodotti vegetali allo stato naturale o trasformati                                             |
| 99  |                                         | Cucummaru di San Donato | Prodotti vegetali allo stato naturale o trasformati                                             |
| 100 |                                         | Fagiolino dall'occhio | Prodotti vegetali allo stato naturale o trasformati                                             |
| 101 |                                         | Fagiolo dei Monti Dauni meridionali, fasùl                                                                                          | Prodotti vegetali allo stato naturale o trasformati                                             |
| 102 |                                         | Farinella | Prodotti vegetali allo stato naturale o trasformati                                             |
| 103 |                                         | Fava di Zollino, Cuccìa | Prodotti vegetali allo stato naturale o trasformati                                             |
| 104 |                                         | Fave fresche | Prodotti vegetali allo stato naturale o trasformati                                             |
| 105 |                                         | Fave fresche cotte in pignatta | Prodotti vegetali allo stato naturale o trasformati                                             |
| 106 |                                         | Fichi secchi | Prodotti vegetali allo stato naturale o trasformati                                             |
| 107 | Fichi secchi mandorlatijpg              | Fico secco mandorlato (di San Michele Salentino)                                                                                    | Prodotti vegetali allo stato naturale o trasformati                                             |
| 108 |                                         | Finocchio marino sott'aceto, Ripili, Critimi, Salippici, Erba di mare                                                               | Prodotti vegetali allo stato naturale o trasformati                                             |
| 109 |                                         | Fiorone di Torre Canne, Culumbr | Prodotti vegetali allo stato naturale o trasformati                                             |
| 110 |                                         | Foglie miste | Prodotti vegetali allo stato naturale o trasformati                                             |
| 111 |                                         | Funghi spontanei secchi al sole | Prodotti vegetali allo stato naturale o trasformati                                             |
| 112 |                                         | Funghi spontanei sott'olio | Prodotti vegetali allo stato naturale o trasformati                                             |
| 113 |                                         | Fungo cardoncello, cardoncello (Carduncjd), Fungo ferula (Fong ferv)                                                                | Prodotti vegetali allo stato naturale o trasformati                                             |
| 114 |                                         | Grespino o Sivone | Prodotti vegetali allo stato naturale o trasformati                                             |
| 115 |                                         | Lampascione (Lambascione) o Cipollaccio                                                                                             | Prodotti vegetali allo stato naturale o trasformati                                             |
| 116 |                                         | Lampascioni sott'olio | Prodotti vegetali allo stato naturale o trasformati                                             |
| 117 |                                         | Mandorla di Toritto, Aminue | Prodotti vegetali allo stato naturale o trasformati                                             |
| 118 |                                         | Marasciuli | Prodotti vegetali allo stato naturale o trasformati                                             |
| 119 |                                         | Marmellata di arancio e limone | Prodotti vegetali allo stato naturale o trasformati                                             |
| 120 |                                         | Marmellata di fichi | Prodotti vegetali allo stato naturale o trasformati                                             |
| 121 |                                         | Mela limoncella dei Monti Dauni meridionali, Limoncella                                                                             | Prodotti vegetali allo stato naturale o trasformati                                             |
| 122 |                                         | Melanzane secche al sole | Prodotti vegetali allo stato naturale o trasformati                                             |
| 123 |                                         | Melanzane sott'olio | Prodotti vegetali allo stato naturale o trasformati                                             |
| 124 |                                         | Meloncella, Spiuleddhra, Minunceddhra, Cucumbarazzu, Cummarazzu                                                                     | Prodotti vegetali allo stato naturale o trasformati                                             |
| 125 |                                         | Meloncella tonda di Galatina | Prodotti vegetali allo stato naturale o trasformati                                             |
| 126 |                                         | Melone d'inverno | Prodotti vegetali allo stato naturale o trasformati                                             |
| 127 |                                         | Meloni di Brindisi | Prodotti vegetali allo stato naturale o trasformati                                             |
| 128 |                                         | Mostarda | Prodotti vegetali allo stato naturale o trasformati                                             |
| 129 |                                         | Mostarda di uva e mele cotogne | Prodotti vegetali allo stato naturale o trasformati                                             |
| 130 |                                         | Mùgnuli, Spuriàtu, Spuntature, Càulu, Pòeru                                                                                         | Prodotti vegetali allo stato naturale o trasformati                                             |
| 131 |                                         | Oliva da mensa, Mele di Bitetto, Ualie dolc                                                                                         | Prodotti vegetali allo stato naturale o trasformati                                             |
| 132 |                                         | Olive cazzate o schiacciate | Prodotti vegetali allo stato naturale o trasformati                                             |
| 133 | Olive Celline in concia                 | Olive celline di Nardò in concia tradizionale - Olive in concia, Ciline alla capàsa - Volie alla capàsa                             | Prodotti vegetali allo stato naturale o trasformati                                             |
| 134 |                                         | Olive in salamoia | Prodotti vegetali allo stato naturale o trasformati                                             |
| 135 |                                         | Olive verdi | Prodotti vegetali allo stato naturale o trasformati                                             |
| 136 |                                         | Ortica | Prodotti vegetali allo stato naturale o trasformati                                             |
| 137 |                                         | Patata di Zapponeta | Prodotti vegetali allo stato naturale o trasformati                                             |
| 138 |                                         | Patata zuccherina di Calimera | Prodotti vegetali allo stato naturale o trasformati                                             |
| 139 |                                         | Percoca di Loconia | Prodotti vegetali allo stato naturale o trasformati                                             |
| 140 | Peperoni secchi al sole                 | Peperoni secchi al sole | Prodotti vegetali allo stato naturale o trasformati                                             |
| 141 |                                         | Peperoni sott'olio | Prodotti vegetali allo stato naturale o trasformati                                             |
| 142 |                                         | Peranzana da mensa di Torremaggiore, provenzale                                                                                     | Prodotti vegetali allo stato naturale o trasformati                                             |
| 143 |                                         | Piattello | Prodotti vegetali allo stato naturale o trasformati                                             |
| 144 |                                         | Pisello nano di Zollino | Prodotti vegetali allo stato naturale o trasformati                                             |
| 145 |                                         | Pisello riccio di Sannicola | Prodotti vegetali allo stato naturale o trasformati                                             |
| 146 |                                         | Pisello secco di Vitigliano, “Piseddhru quarantinu o Piseddhru cucìulu"                                                             | Prodotti vegetali allo stato naturale o trasformati                                             |
| 147 |                                         | Pomodori appesi | Prodotti vegetali allo stato naturale o trasformati                                             |
| 148 | Pomodori secchi di Puglia               | Pomodori secchi al sole | Prodotti vegetali allo stato naturale o trasformati                                             |
| 149 |                                         | Pomodori verdi e Pomodori maturi secchi sott'olio                                                                                   | Prodotti vegetali allo stato naturale o trasformati                                             |
| 150 |                                         | Pomodorino di Manduria, Pomodorino mandurese, Pummitoru paisano                                                                     | Prodotti vegetali allo stato naturale o trasformati                                             |
| 151 |                                         | Pomodoro da serbo giallo, Pummitoro te 'mpisa giallu, Pummitoru te prendula giallu                                                  | Prodotti vegetali allo stato naturale o trasformati                                             |
| 152 |                                         | Pomodoro da Mola | Prodotti vegetali allo stato naturale o trasformati                                             |
| 153 |                                         | Pomodoro di Morciano, Pummadoru de Murcianu                                                                                         | Prodotti vegetali allo stato naturale o trasformati                                             |
| 154 |                                         | Pomodoro Regina | Prodotti vegetali allo stato naturale o trasformati                                             |
| 155 |                                         | Portulaca | Prodotti vegetali allo stato naturale o trasformati                                             |
| 156 |                                         | Ruchetta | Prodotti vegetali allo stato naturale o trasformati                                             |
| 157 |                                         | Salicornia sott'olio | Prodotti vegetali allo stato naturale o trasformati                                             |
| 158 |                                         | Salsa di pomodoro | Prodotti vegetali allo stato naturale o trasformati                                             |
| 159 |                                         | Sedano di Torrepaduli | Prodotti vegetali allo stato naturale o trasformati                                             |
| 160 |                                         | Semi di lino di Altamura | Prodotti vegetali allo stato naturale o trasformati                                             |
| 161 |                                         | Senape o Cimamarelle | Prodotti vegetali allo stato naturale o trasformati                                             |
| 162 |                                         | Sponzali | Prodotti vegetali allo stato naturale o trasformati                                             |
| 163 |                                         | Succiamele delle fave | Prodotti vegetali allo stato naturale o trasformati                                             |
| 164 |                                         | Tortarello | Prodotti vegetali allo stato naturale o trasformati                                             |
| 165 |                                         | Uva baresana, Doraca, Uva drech, Imperatore, Lattuaria, Lattuario, Roscio, Sacra, Sagrone, Turca, Turchiesca, Uva di cera, Uva rosa | Prodotti vegetali allo stato naturale o trasformati                                             |
| 166 |                                         | Uva da tavola | Prodotti vegetali allo stato naturale o trasformati                                             |
| 167 |                                         | Vicia faba major ecotipo “Fava di Carpino"                                                                                          | Prodotti vegetali allo stato naturale o trasformati                                             |
| 168 |                                         | Vincotto | Prodotti vegetali allo stato naturale o trasformati                                             |
| 169 |                                         | Zucchine secche al sole | Prodotti vegetali allo stato naturale o trasformati                                             |
| 170 |                                         | Zucchine sott'olio | Prodotti vegetali allo stato naturale o trasformati                                             |
| 171 |                                         | Africani | Paste fresche e prodotti di panetteria, pasticceria, biscotteria e confetteria                  |
| 172 |                                         | biscotto di Ceglie Messapica | Paste fresche e prodotti di panetteria, pasticceria, biscotteria e confetteria                  |
| 173 |                                         | Bocca di dama | Paste fresche e prodotti di panetteria, pasticceria, biscotteria e confetteria                  |
| 174 |                                         | Buccunottu gallipolino | Paste fresche e prodotti di panetteria, pasticceria, biscotteria e confetteria                  |
| 175 |                                         | Calzoncelli | Paste fresche e prodotti di panetteria, pasticceria, biscotteria e confetteria                  |
| 176 |                                         | Calzone di Ischitella | Paste fresche e prodotti di panetteria, pasticceria, biscotteria e confetteria                  |
| 177 |                                         | Cartellate | Paste fresche e prodotti di panetteria, pasticceria, biscotteria e confetteria                  |
| 178 |                                         | Cavatelli | Paste fresche e prodotti di panetteria, pasticceria, biscotteria e confetteria                  |
| 179 |                                         | Cazzateddhra di Nardò, Cazzateddhra cu lu pepe                                                                                      | Paste fresche e prodotti di panetteria, pasticceria, biscotteria e confetteria                  |
| 180 |                                         | Cazzateddhra di Surbo | Paste fresche e prodotti di panetteria, pasticceria, biscotteria e confetteria                  |
| 181 |                                         | Cuddhura, Cuddhura cu l'oe, Palomba, Palummeddhra, Panareddhra, Puddhica cu l'oe                                                    | Paste fresche e prodotti di panetteria, pasticceria, biscotteria e confetteria                  |
| 182 |                                         | Cupeta, Cupeta tosta | Paste fresche e prodotti di panetteria, pasticceria, biscotteria e confetteria                  |
| 183 |                                         | Cuturusciu | Paste fresche e prodotti di panetteria, pasticceria, biscotteria e confetteria                  |
| 184 |                                         | Dita d'apostoli, Oi a nuvola, Oi a nnèula, Oi a nèmula, Oi ncannulati                                                               | Paste fresche e prodotti di panetteria, pasticceria, biscotteria e confetteria                  |
| 185 |                                         | Dolcetto della sposa, Dolcetto bianco                                                                                               | Paste fresche e prodotti di panetteria, pasticceria, biscotteria e confetteria                  |
| 186 |                                         | Dolci di pasta di mandorle (Pasta reale)                                                                                            | Paste fresche e prodotti di panetteria, pasticceria, biscotteria e confetteria                  |
| 187 |                                         | Farrata di manfredonia, a Farréte                                                                                                   | Paste fresche e prodotti di panetteria, pasticceria, biscotteria e confetteria                  |
| 188 | Focaccia a libro di San Michele di Bari | Focaccia a libro di Sammichele di Bari, Fecazze a livre                                                                             | Paste fresche e prodotti di panetteria, pasticceria, biscotteria e confetteria                  |
| 189 |                                         | Focaccia barese | Paste fresche e prodotti di panetteria, pasticceria, biscotteria e confetteria                  |
| 190 |                                         | Focaccia di San Giuseppe di Gravina                                                                                                 | Paste fresche e prodotti di panetteria, pasticceria, biscotteria e confetteria                  |
| 191 |                                         | Friselle di orzo e di grano | Paste fresche e prodotti di panetteria, pasticceria, biscotteria e confetteria                  |
| 192 |                                         | Fruttone, Barchiglia | Paste fresche e prodotti di panetteria, pasticceria, biscotteria e confetteria                  |
| 193 |                                         | Fusilli | Paste fresche e prodotti di panetteria, pasticceria, biscotteria e confetteria                  |
| 194 |                                         | Grano dei morti | Paste fresche e prodotti di panetteria, pasticceria, biscotteria e confetteria                  |
| 195 |                                         | Intorchiate | Paste fresche e prodotti di panetteria, pasticceria, biscotteria e confetteria                  |
| 196 |                                         | Lagane | Paste fresche e prodotti di panetteria, pasticceria, biscotteria e confetteria                  |
| 197 |                                         | Lasagne arrotolate | Paste fresche e prodotti di panetteria, pasticceria, biscotteria e confetteria                  |
| 198 |                                         | Marzapane, biscotto tipico, pasta secca                                                                                             | Paste fresche e prodotti di panetteria, pasticceria, biscotteria e confetteria                  |
| 199 |                                         | Maccaruni | Paste fresche e prodotti di panetteria, pasticceria, biscotteria e confetteria                  |
| 200 |                                         | Mafalda | Paste fresche e prodotti di panetteria, pasticceria, biscotteria e confetteria                  |
| 201 |                                         | Mandorla riccia di Francavilla Fontana, Cunfietti rizzi, Mennuli rizze                                                              | Paste fresche e prodotti di panetteria, pasticceria, biscotteria e confetteria                  |
| 202 |                                         | Mandorlaccio | Paste fresche e prodotti di panetteria, pasticceria, biscotteria e confetteria                  |
| 203 |                                         | Mandorle atterrate | Paste fresche e prodotti di panetteria, pasticceria, biscotteria e confetteria                  |
| 204 |                                         | Mostaccioli | Paste fresche e prodotti di panetteria, pasticceria, biscotteria e confetteria                  |
| 205 |                                         | Mpilla | Paste fresche e prodotti di panetteria, pasticceria, biscotteria e confetteria                  |
| 206 |                                         | Mustazzueli ‘Nnasprati, Mustazzòli ‘Nnasparati, Mustazzùeli ‘Nnasprati, Scagliòzzi, Castagnole                                      | Paste fresche e prodotti di panetteria, pasticceria, biscotteria e confetteria                  |
| 207 |                                         | Orecchiette | Paste fresche e prodotti di panetteria, pasticceria, biscotteria e confetteria                  |
| 208 |                                         | Ostie ripiene | Paste fresche e prodotti di panetteria, pasticceria, biscotteria e confetteria                  |
| 209 |                                         | Pane di Ascoli Satriano | Paste fresche e prodotti di panetteria, pasticceria, biscotteria e confetteria                  |
| 210 |                                         | Pane di grano duro | Paste fresche e prodotti di panetteria, pasticceria, biscotteria e confetteria                  |
| 211 |                                         | Pane di Laterza | Paste fresche e prodotti di panetteria, pasticceria, biscotteria e confetteria                  |
| 212 |                                         | Pane di Monte Sant'Angelo, Pane di Monte Sant'Angelo "li panett"                                                                    | Paste fresche e prodotti di panetteria, pasticceria, biscotteria e confetteria                  |
| 213 |                                         | Pane di Santeramo in Colle | Paste fresche e prodotti di panetteria, pasticceria, biscotteria e confetteria                  |
| 214 |                                         | Panzerotto fritto | Paste fresche e prodotti di panetteria, pasticceria, biscotteria e confetteria                  |
| 215 | Paposcia di Vico del Gargano            | Paposcia (Pizza a vamp) di Vico del Gargano, Pizza schett, Pizza a vamp, Paposcia                                                   | Paste fresche e prodotti di panetteria, pasticceria, biscotteria e confetteria                  |
| 216 |                                         | Passulate di Nardò, Pucce con li pàssule, Passuliate                                                                                | Paste fresche e prodotti di panetteria, pasticceria, biscotteria e confetteria                  |
| 217 |                                         | Pasta di grano bruciato | Paste fresche e prodotti di panetteria, pasticceria, biscotteria e confetteria                  |
| 218 |                                         | Pasticciotto | Paste fresche e prodotti di panetteria, pasticceria, biscotteria e confetteria                  |
| 219 |                                         | Pesce e Agnello di pasta di mandorla                                                                                                | Paste fresche e prodotti di panetteria, pasticceria, biscotteria e confetteria                  |
| 220 |                                         | Pettole | Paste fresche e prodotti di panetteria, pasticceria, biscotteria e confetteria                  |
| 221 |                                         | Piscialetta, Piscialletta | Paste fresche e prodotti di panetteria, pasticceria, biscotteria e confetteria                  |
| 222 |                                         | Pistofatru | Paste fresche e prodotti di panetteria, pasticceria, biscotteria e confetteria                  |
| 223 |                                         | Pitilla, Pirilla, Simeddhra, Brocula, Frizzulu                                                                                      | Paste fresche e prodotti di panetteria, pasticceria, biscotteria e confetteria                  |
| 224 |                                         | Pitteddhre | Paste fresche e prodotti di panetteria, pasticceria, biscotteria e confetteria                  |
| 225 |                                         | Pizza di grano d'India | Paste fresche e prodotti di panetteria, pasticceria, biscotteria e confetteria                  |
| 226 |                                         | Pizza sette sfoglie di Cerignola | Paste fresche e prodotti di panetteria, pasticceria, biscotteria e confetteria                  |
| 227 |                                         | Pizza sfoglia e scannatedda | Paste fresche e prodotti di panetteria, pasticceria, biscotteria e confetteria                  |
| 228 |                                         | Pizzelle | Paste fresche e prodotti di panetteria, pasticceria, biscotteria e confetteria                  |
| 229 |                                         | Pucce, Uliate, Pane di semola, Pane di orzo                                                                                         | Paste fresche e prodotti di panetteria, pasticceria, biscotteria e confetteria                  |
| 230 |                                         | Purceddhruzzi, Purciddhuzzi, Purceddhi                                                                                              | Paste fresche e prodotti di panetteria, pasticceria, biscotteria e confetteria                  |
| 231 |                                         | Ravioli con ricotta | Paste fresche e prodotti di panetteria, pasticceria, biscotteria e confetteria                  |
| 232 |                                         | Rustico leccese | Paste fresche e prodotti di panetteria, pasticceria, biscotteria e confetteria                  |
| 233 |                                         | Sasanello gravinese | Paste fresche e prodotti di panetteria, pasticceria, biscotteria e confetteria                  |
| 234 |                                         | Scaldatelli | Paste fresche e prodotti di panetteria, pasticceria, biscotteria e confetteria                  |
| 235 |                                         | scarcelle | Paste fresche e prodotti di panetteria, pasticceria, biscotteria e confetteria                  |
| 236 |                                         | Scèblasti, Ascèplasti | Paste fresche e prodotti di panetteria, pasticceria, biscotteria e confetteria                  |
| 237 |                                         | Semola battuta | Paste fresche e prodotti di panetteria, pasticceria, biscotteria e confetteria                  |
| 238 |                                         | Sospiro di Bisceglie, U’sospère d Vescègghie                                                                                        | Paste fresche e prodotti di panetteria, pasticceria, biscotteria e confetteria                  |
| 239 |                                         | Spumone salentino | Paste fresche e prodotti di panetteria, pasticceria, biscotteria e confetteria                  |
| 240 |                                         | Susumelli, Susumierre | Paste fresche e prodotti di panetteria, pasticceria, biscotteria e confetteria                  |
| 241 |                                         | Taralli | Paste fresche e prodotti di panetteria, pasticceria, biscotteria e confetteria                  |
| 242 |                                         | Taralli neri con vincotto | Paste fresche e prodotti di panetteria, pasticceria, biscotteria e confetteria                  |
| 243 |                                         | Tarallo all'uovo | Paste fresche e prodotti di panetteria, pasticceria, biscotteria e confetteria                  |
| 244 |                                         | Tarallo al vino | Paste fresche e prodotti di panetteria, pasticceria, biscotteria e confetteria                  |
| 245 |                                         | Tarallo dell'Immacolata | Paste fresche e prodotti di panetteria, pasticceria, biscotteria e confetteria                  |
| 246 |                                         | Tenerelli (confetti "Tenerelli"), Chembitte                                                                                         | Paste fresche e prodotti di panetteria, pasticceria, biscotteria e confetteria                  |
| 247 |                                         | Troccoli | Paste fresche e prodotti di panetteria, pasticceria, biscotteria e confetteria                  |
| 248 |                                         | Zèppula salentina, Zèppula, Zeppola                                                                                                 | Paste fresche e prodotti di panetteria, pasticceria, biscotteria e confetteria                  |
| 249 |                                         | Agnello al forno con patate alla leccese, Auniceddhru allu furnu                                                                    | Prodotti della gastronomia                                                                      |
| 250 |                                         | Agnello alla gravinese, (Agnello in umido alla gravinese)                                                                           | Prodotti della gastronomia                                                                      |
| 251 |                                         | Calzone | Prodotti della gastronomia                                                                      |
| 252 |                                         | Calzone di ricotta dolce | Prodotti della gastronomia                                                                      |
| 253 |                                         | Capriata | Prodotti della gastronomia                                                                      |
| 254 |                                         | Carciofi al gratin | Prodotti della gastronomia                                                                      |
| 255 |                                         | Carciofi fritti | Prodotti della gastronomia                                                                      |
| 256 |                                         | Carciofi ripieni | Prodotti della gastronomia                                                                      |
| 257 |                                         | Cialda | Prodotti della gastronomia                                                                      |
| 258 |                                         | Cime di rapa stufate | Prodotti della gastronomia                                                                      |
| 259 |                                         | Cìciri e trya, Lasagne e ceci alla salentina, Lajana e cìcici, Làcana e cìceri, Massa, Massa e cìciri                               | Prodotti della gastronomia                                                                      |
| 260 |                                         | Fave bianche e cicorie, Fae e fogghie, Fae janche e cicore, Fae nette e foje, Favi e fogghi, ‘Ncapriata                             | Prodotti della gastronomia                                                                      |
| 261 |                                         | Fave novelle e cicorie | Prodotti della gastronomia                                                                      |
| 262 |                                         | Galletto di Sant'Oronzo, Iaddhruzzu te Santu Ronzu                                                                                  | Prodotti della gastronomia                                                                      |
| 263 |                                         | Grano stumpato, Ranu stumpatu | Prodotti della gastronomia                                                                      |
| 264 |                                         | Insalata grika | Prodotti della gastronomia                                                                      |
| 265 |                                         | Lambascioni in agro | Prodotti della gastronomia                                                                      |
| 266 |                                         | Lambascioni sotto la cenere | Prodotti della gastronomia                                                                      |
| 267 |                                         | Marro (gastronomia) | Prodotti della gastronomia                                                                      |
| 268 |                                         | Melanzanata di Sant'Oronzo, Meranganata de Santu Ronzu, Parmigiana de Santu Ronzu                                                   | Prodotti della gastronomia                                                                      |
| 269 |                                         | Melanzane ripiene | Prodotti della gastronomia                                                                      |
| 270 |                                         | Millaffanti in brodo, Mille fanti, Triddhi                                                                                          | Prodotti della gastronomia                                                                      |
| 271 |                                         | Minestra verde | Prodotti della gastronomia                                                                      |
| 272 |                                         | Orecchiette con le cime di rapa | Prodotti della gastronomia                                                                      |
| 273 |                                         | Pancotto | Prodotti della gastronomia                                                                      |
| 274 |                                         | Panzerotti con ricotta dolce | Prodotti della gastronomia                                                                      |
| 275 |                                         | Paparine 'nfucate, paparine ffucate, paparine cruffulate, paparine fritte                                                           | Prodotti della gastronomia                                                                      |
| 276 |                                         | Parmigiana di melanzane | Prodotti della gastronomia                                                                      |
| 277 |                                         | Parmigiana di zucchine | Prodotti della gastronomia                                                                      |
| 278 |                                         | Piselli a cecamariti, Pisieddhri cu li muersi, Muersi e pisieddhi                                                                   | Prodotti della gastronomia                                                                      |
| 279 |                                         | Sfricone | Prodotti della gastronomia                                                                      |
| 280 |                                         | Sgagliozze | Prodotti della gastronomia                                                                      |
| 281 |                                         | Sopratavola, | Prodotti della gastronomia                                                                      |
| 282 |                                         | Spaghetti alla Sangiovannello | Prodotti della gastronomia                                                                      |
| 283 | Spaghetti con le cozze                  | Spaghetti con le cozze | Prodotti della gastronomia                                                                      |
| 284 |                                         | Spezzatu, Spezzatieddhu, Spizzatiellu, Spazzatu                                                                                     | Prodotti della gastronomia                                                                      |
| 285 |                                         | Teglia al forno con patate riso e cozze                                                                                             | Prodotti della gastronomia                                                                      |
| 286 |                                         | Zucchine alla poverella | Prodotti della gastronomia                                                                      |
| 287 |                                         | Alici marinate | Preparazioni di pesci, molluschi e crostacei e tecniche particolari di allevamento degli stessi |
| 288 |                                         | Cozze piccinne allu riènu, Cuzzeddhre allu riènu                                                                                    | Preparazioni di pesci, molluschi e crostacei e tecniche particolari di allevamento degli stessi |
| 289 |                                         | Cozza tarantina, Cozza gnure | Preparazioni di pesci, molluschi e crostacei e tecniche particolari di allevamento degli stessi |
| 290 |                                         | Monacelle, Munaceddhre'mpannate, Munaceddhri'mpannati, Monaceddhi 'Mpannati, Uddratieddhri, Cozze munaceddhre alla ginuvese         | Preparazioni di pesci, molluschi e crostacei e tecniche particolari di allevamento degli stessi |
| 291 |                                         | Polpo alla pignatta, Purpu a pignatta                                                                                               | Preparazioni di pesci, molluschi e crostacei e tecniche particolari di allevamento degli stessi |
| 292 |                                         | Quatàra di Porto Cesareo, Quataru ti lu pescatore, Quatàra alla cisàrola                                                            | Preparazioni di pesci, molluschi e crostacei e tecniche particolari di allevamento degli stessi |
| 293 |                                         | Scapece gallipolina | Preparazioni di pesci, molluschi e crostacei e tecniche particolari di allevamento degli stessi |
| 294 |                                         | Scapece di Lesina | Preparazioni di pesci, molluschi e crostacei e tecniche particolari di allevamento degli stessi |
| 295 |                                         | Zuppa di pesce alla gallipotana, Suppa alla caddhripulina                                                                           | Preparazioni di pesci, molluschi e crostacei e tecniche particolari di allevamento degli stessi |
| 296 |                                         | Ricotta | Prodotti di origine animale (miele, prodotti lattiero caseari di vario tipo escluso il burro)   |
| 297 |                                         | Ricotta forte | Prodotti di origine animale (miele, prodotti lattiero caseari di vario tipo escluso il burro)   |
| 298 |                                         | Ricotta marzotica leccese | Prodotti di origine animale (miele, prodotti lattiero caseari di vario tipo escluso il burro)   |
| 299 |                                         | Ricotta salata o marzotica | Prodotti di origine animale (miele, prodotti lattiero caseari di vario tipo escluso il burro)   |